# I Was Free
I Was Free è il quarto singolo della cantante disco scozzese Aneka, pubblicato nell'ottobre del 1982 per l'etichetta discografica Hansa International.
La canzone, estratta dall'album Japanese Boy, è stata scritta da Bobbie Heatlie e prodotta dallo stesso insieme a Neil Ross.

## Tracce
7" Single (Hansa 104 772 [de])
1. I Was Free - 4:07
2. Alister McColl - 2:28